# Nikos Koundouros
Nikos Koundouros, gr. Νίκος Κούνδουρος (ur. 15 grudnia 1926 w Ajos Nikolaos, zm. 22 lutego 2017 w Atenach) – grecki reżyser, scenarzysta i producent filmowy. Laureat Srebrnego Niedżwiedzia za najlepszą reżyserię na 13. MFF w Berlinie za film Młode Afrodyty (1963).